# کاهش منبع
کاهش منبع (به انگلیسی: Source reduction) فعالیت‌هایی است که برای کاهش حجم، جرم یا سمیت محصولات در طول چرخه زندگی طراحی شده‌اند. این کار شامل طراحی و ساخت، استفاده و دفع محصولات با حداقل محتوای سموم، حداقل حجم مواد و/یا عمر مفید بیشتر است.

## مترادف‌ها
پیشگیری از آلودگی و کاهش مصرف سموم را کاهش منبع نیز می‌نامند؛ زیرا به کاربرد مواد خطرناک در منبع می‌پردازند.